# Andreas Kolb
Andreas Kolb (* 23. März 1996) ist ein österreichischer Mountainbiker, der sich auf die Disziplin Downhill spezialisiert hat.

## Sportlicher Werdegang
Nach dem Wechsel in die Elite war Kolb zunächst bei Rennen in Europa aktiv, ohne sich besonders hervorzuheben. Zur Saison 2019 wurde er Mitglied im Team Gamux Factory Racing. Seitdem nimmt er am gesamten Weltcup teil und kam 2020 wiederholt unter die Top 20.
Zur Saison 2021 wechselte Kolb in des Continental Atherton Team der Ex-Weltmeister Gee Atherton und Rachel Atherton. Mit dem neuen Team schaffte er in der Saison 2022 den internationalen Durchbruch. Beim Weltcup beim Heimrennen in Leogang erzielte er sein bis dahin bestes Weltcupergebnis und ist damit der erste Österreicher überhaupt auf einem Weltcup-Podium im Downhill. Zwei Wochen danach wurde er bei den UEC-Mountainbike-Europameisterschaften in Maribor Europameister vor seinem Landsmann David Trummer. Im Weltcup kam er am Ende bei fünf der acht Saisonrennen unter die Top 5. Sein bestes Ergebnis erzielte er als Zweiter beim Saisonfinale in Val di Sole, womit er sich noch auf den vierten Platz der Gesamtwertung vorschob. Nach der erfolgreichen Weltcupsaison wurde Kolb als erster Österreicher zur Red Bull Hardline eingeladen, angesichts der Herausforderungen verzichtete er jedoch auf einen Start im Rennen.
Nachdem Kolb beim ersten Weltcup-Rennen der Saison im Finale noch gestürzt war, entschied er das zweite Saison-Rennen im heimischen Leogang für sich und ist damit - nach Valentina Höll bei den Frauen in der Saison 2021 – der erste Österreicher überhaupt, der ein Weltcup-Rennen im Downhill gewinnen konnte.

## Erfolge
2022
- Europameister – Downhill

2023
- ein Weltcup-Erfolg – Downhill

2024
- Österreichischer Staatsmeister – Downhill